# WASP-6b
WASP-6b는 목성보다 큰 외계 행성으로, 지구에서 약 1,000광년 떨어진 곳에 있다. 2008년 발견되었다.

## 물리적 특징
WASP-6b는 목성 질량의 절반 정도에 불과하지만, 항성에 가까이 붙어 돌고 있기 때문에 받는 열로 말미암아 상층 대기가 팽창하여 반지름은 목성보다 32퍼센트나 더 크다. 어머니 항성과의 거리는 0.0445 천문단위이며, 항성을 한 바퀴 도는 데 3.36일밖에 걸리지 않는다. 거리로 미루어 계산한 상층 대기의 온도는 1,293 켈빈에 이른다.

## 참고 문헌
- https://web.archive.org/web/20120307000706/http://www.superwasp.org/wasp_planets.htm
- http://exoplanet.eu/planet.php?p1=WASP-6&p2=b